# 尼康F-601
Nikon F-601 在歐美名為 Nikon N6006，是Nikon在1990年推出的自動對焦單眼反光式相機，內建彈出式的閃燈（GN13），快門速度最高1/2000sec，配備精確的矩陣測光系統，同時推出的還有F-601M，為一僅有手動對焦功能的低階版本，F-601和較高階的F-801與較低階的F-401是Nikon在90年代初期主要的代表作。

## 規格
- 视点 - 约18毫米
- 放大率 - 约 92% / 约 0.75 倍
- 對焦系統 - TTL 相位侦察系统，尼康先进 AM200 自动对焦模块；侦测范围：于 ISO 100，约 EV -1 至 EV 19
- 測光模式 - 矩阵测光，偏重中央测光，重点测光
- 捲片速度 - CH 模式时，拍摄速度约 2.0 张／秒 (fps) ，CL 模式时约 1.2 张／秒 (fps)
- 電源 - 6V 锂 ( Lithium ) 电池匣 (CR-P2/DL-223A 或同等电池 )
- 體積 - 约 154.5 x 100 x 67 mm
- 重量 - 約 660g

## 外部連結
- Nikon SLR models 1989-1991 （页面存档备份，存于）